# Маурісіо Альфаро
Маурісіо Альфаро (ісп. Mauricio Alfaro, нар. 13 лютого 1956) — сальвадорський футболіст, що грав на позиції півзахисника. По завершенні ігрової кар'єри — тренер.
Виступав, зокрема, за клуби «Платенсе Мунісіпаль» та ФАС, а також національну збірну Сальвадору.

## Клубна кар'єра
У дорослому футболі дебютував 19764 року виступами за команду другого дивізіону «Драгон», в якій провів сім сезонів, після чого перейшов у «Платенсе Мунісіпаль», де з перервою на виступи в «Альянсі» грав до 1982 року.
Своєю грою за цю команду привернув увагу представників тренерського штабу клубу ФАС, до складу якого приєднався 1983 року. Відіграв за команду із Санта-Ани наступні чотири сезони своєї ігрової кар'єри і 1984 року виграв з командою чемпіонат Сальвадору.
1987 року перейшов до клубу «Кохутепеке», за який відіграв 4 сезони, а завершив кар'єру футболіста виступами за команду «Платенсе Мунісіпаль» у 1992 році.

## Виступи за збірну
1977 року дебютував в офіційних матчах у складі національної збірної Сальвадору.
У складі збірної був учасником чемпіонату світу 1982 року в Іспанії, де зіграв лише у заключному матчі групового етапу проти Аргентини (0:2).
Загалом протягом кар'єри у національній команді провів у її формі 41 матч і забив 3 голи.

## Кар'єра тренера
Розпочав тренерську кар'єру очоливши тренерський штаб клубу «Платенсе Мунісіпаль», з яким працював у 1992—1993 та 2004—2005 роках, а також очолював кілька інших невеликих місцевих клубів.
З 2009 року очолював молодіжну збірну Сальвадору, з якою здобув бронзові нагороди Молодіжного чемпіонату КОНКАКАФ 2013 року. Цей результат дозволив сальвадорцям вперше в своїй історії кваліфікуватись на Молодіжний чемпіонат світу 2013 року, що пройшов у Туреччині. Там підопічні Альфаро здобули перемогу над австралійцями, але програли дві інші гри і не вийшли з групи.
В подальшому повернувся до роботи з клубами. Останнім місцем тренерської роботи був клуб «Атлетіко Марте», головним тренером команди якого Маурісіо Альфаро був протягом 2019 року.

## Досягнення
Гравець
- Чемпіон Сальвадору (1): 1984
- Срібний призер Чемпіонату націй КОНКАКАФ: 1981

Тренер
- Бронзовий призер Центральноамериканських ігор: 2013